# Quéménéven
Quéménéven è un comune francese di 1 173 abitanti situato nel dipartimento del Finistère nella regione della Bretagna.

## Società

### Evoluzione demografica
Abitanti censiti